# Bithynia canyamelensis
Bithynia canyamelensis es una especie de molusco gasterópodo de la familia Hydrobiidae.

## Distribución geográfica
Es endémica del norte de Mallorca (España).  